# Borozenka, Romnî
Borozenka (în ucraineană Борозенка) este un sat în comuna Plavînîșce din raionul Romnî, regiunea Sumî, Ucraina.

## Demografie
Componența lingvistică a localității Borozenka
     Ucraineană (97,82%)
     Rusă (2,18%)
Conform recensământului din 2001, majoritatea populației localității Borozenka era vorbitoare de ucraineană (97,82%), existând în minoritate și vorbitori de rusă (2,18%).